# Pseudopanurgus margaritensis
Pseudopanurgus margaritensis är en biart som först beskrevs av Fox 1893.  Pseudopanurgus margaritensis ingår i släktet Pseudopanurgus och familjen grävbin. Inga underarter finns listade i Catalogue of Life.